# Liturgia

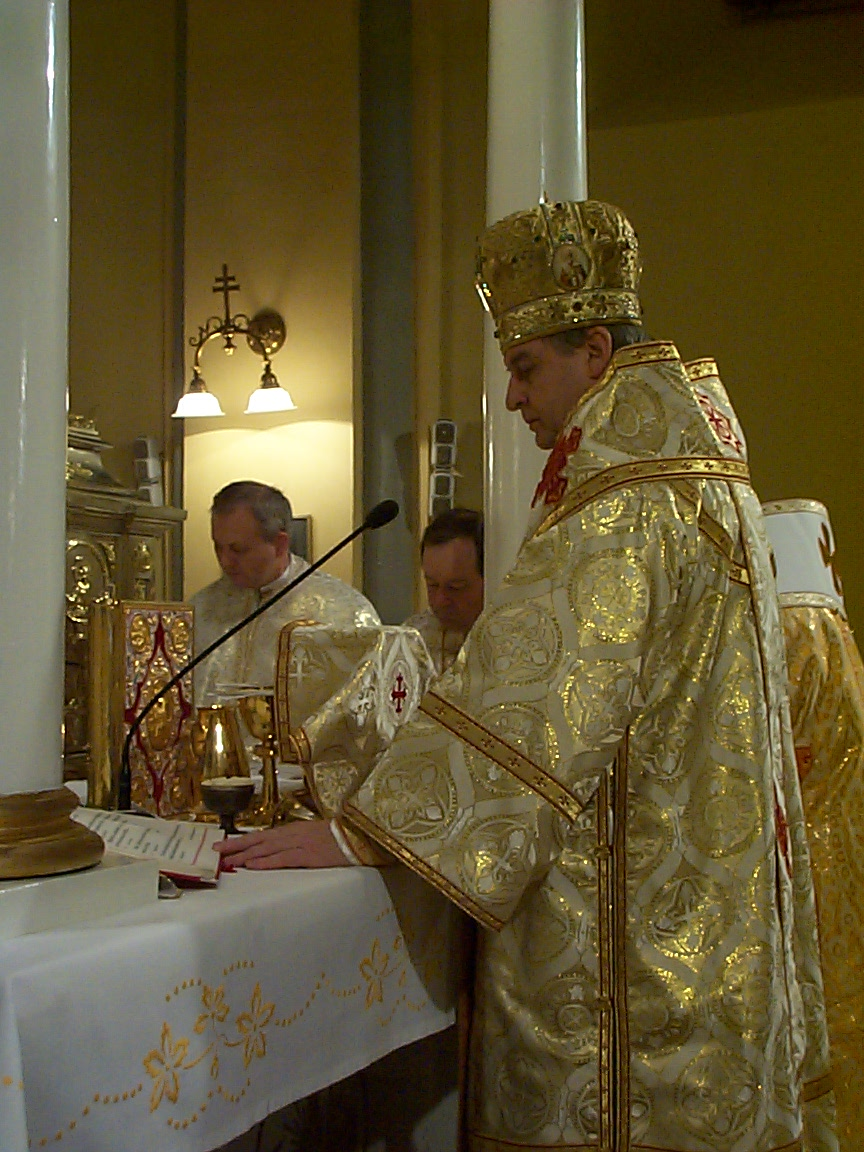
Celebrazione della divina liturgia in rito bizantino

La liturgia (traslitterazione del greco λειτουργία, letteralmente "azione per il popolo") è, in ambito religioso, il servizio che si deve rendere agli dei, soprattutto nelle religioni dei misteri, da persone a ciò deputate, ovvero in senso tecnico, il servizio di culto che si deve a Dio. In questa accezione, il termine compare già nella traduzione greca dell'Antico Testamento, detta dei Septuaginta, in riferimento al rito levitico e compare nel Nuovo Testamento in Atti 13, 2.

## Nelle religioni

### Cristianesimo
Nella religione cristiana, la liturgia concerne solitamente il culto (preghiere e riti) proprio alla comunità ecclesiale. Storicamente diversificate per nome, caratteristiche e contenuti in funzione delle tradizioni che si sono sviluppate in seno alle varie chiese cristiane dell'antichità, si distinguono oggi diverse famiglie liturgiche:
- Tradizioni:
  - Di tradizione alessandrina: rito copto; rito etiope.
  - Di tradizione antiochena: rito maronita; rito siriaco occidentale; rito siro-malankarese.
  - Di tradizione armena: rito armeno.
  - Di tradizione greco-bizantina: rito bizantino.
  - Di tradizione caldea o siro-orientale: rito caldeo; rito siro-malabarico.
  - Di tradizione latina: rito romano; rito ambrosiano; rito mozarabico; rito gallicano; ed altri riti latini.
- Liturgia cristiana:
  - Liturgia cattolica, propria della Chiesa cattolica
  - Liturgia protestante o Liturgia riformata, talvolta chiamata "servizio", propria delle chiese protestanti
  - Liturgia ortodossa, propria della Chiesa ortodossa
  - Liturgia anglicana, propria della Chiesa anglicana
  - Liturgia Liberale, propria della Chiesa Cattolica Liberale
- Le forme della liturgia cristiana possono variare a seconda delle chiese. Gli elementi comuni alle chiese con tradizione liturgica sono i seguenti:
  - L'anno liturgico, cioè il tempo in cui vengono officiate le varie ricorrenze.
  - i sacramenti e i sacramentali, cioè i vari riti celebrati, come il battesimo, l'eucaristia o benedizioni per circostanze particolari.
  - I testi e le musiche delle preghiere. Fin dai tempi apostolici i testi più usati della liturgia cristiana sono i salmi (vedi anche musica sacra).